# Bernard-Nicolas Aubertin
Bernard-Nicolas Jean-Marie Aubertin, O.Cist. (* 9. září 1944, Épinal) je francouzský římskokatolický biskup a od 23. června 2005 tourský arcibiskup až do roku 2019, kdy na úřad rezignoval z důvodu dosažení kanonického věku.

## Život
Narodil se během druhé světové války v Épinalu. Na kněze byl vysvěcen v květnu 1972. Biskupské svěcení přijal v září 1998. Dne 8. prosince 2016 byl jmenován velkopřevorem Řádu Božího hrobu pro Francii s úkolem uklidnit situaci v místodržitelství.  Ve funkci arcibiskupa tourského jej v roce 2019 nahradil Vincent Jordy. Od roku 2019 je emeritním arcibiskupem.

## Biskupská genealogie
V rámci biskupské genealogie náleží k linii kardinála d'Estouteville.